# Назаренко Віталій Якович
Віталій Якович Назаренко (нар. 17 липня 1957, с. Дептівка, Сумська обл., УРСР — пом. 24 лютого 1983, Афганістан) — радянський військовослужбовець, учасник афганської війни.

## Життєпис
Народився 17 липня 1957 року в селі Дептівка Конотопського району Сумської області. Працював слюсарем на заводі «Червоний металіст». З 15 листопада 1975 року на службі у радянській армії. У серпні 1982 року направлений прапорщиком в Афганістан. Загинув 24 лютого 1983 року.

## Нагороди та вшанування
- Орден Червоної Зірки (1989, посмертно)[1].
- Вулиця в селі Дептівка має ім'я Віталія Назаренка[2].